# GR-1 ANVIL
GR-1 ANVIL — первое в мире ручное электромагнитное оружие от компании «Arcflash Labs». GR-1 является электромагнитной пушкой Гаусса.

## История
В конце июля 2021 года компания «Arcflash Labs» представила видео своей новой разработки — электромагнитную винтовку GR-1. Позднее на сайте компании «Arcflash Lab» появилась возможность предзаказа новой электромагнитной винтовки GR-1, которую называют самой мощной винтовкой Гаусса из когда-либо созданных и доступных для широкого потребителя на данный момент (2021 год).
Американская компания «Arcflash Labs» объявила о том, что стала первой и пока единственной в мире компанией, которая создала ручную винтовку Гаусса, способную стрелять стальными снарядами.

## Описание
Ферромагнитные металлические снаряды диаметром 11—12,6 мм разгоняются при помощи мощного электромагнитного поля, КПД данной пушки Гаусса на данный момент — около 2,8%. Скорость снаряда достигает 60—75 м/с, а энергия — 85—100 джоулей, что сравнимо с мелкокалиберным патроном .22 LR. Заряда аккумулятора хватает примерно на 40 выстрелов. Для ружья компания выпускает свои снаряды, однако оружие может стрелять любой болванкой или арматурой длиной от 32 до 52 мм с диаметром 11—12,6 мм, однако в этом случае все гарантийные обязательства и ЧП, связанные с оружием, снимаются.

## Комплект поставки
Оружие поставляет в кейсе со всей необходимой комплектацией.

## ArcFlash Labs EMG-02
Вторая версия винтовки, выпущенная в июле 2022 года. Первая модель GR-1 ANVIL работала за счёт 10 цилиндрических конденсаторов, расположенных в нижней части цевья, питающих 8 разгонных катушек вокруг ствола. Bo второй версии EMG-02 используется один большой конденсатор в ложе, который питает 10 разгонных катушек. Кроме того, оружие было адаптировано под использование стандартного литий-ионного аккумулятора от электродрели. Также была повышена скорострельность — до 1З выстрелов в секунду. У оружия есть автоматический режим стрельбы и полуавтоматический. Имеется экранчик, на котором отображаются режимы стрельбы и скорость снарядов.